# سليمان بن سعد الخشني
أبو ثابت سُلَيْمَانُ بْنُ سَعْدٍ الْخُشَنِيُّ هو عامل أموي، أَوَّلُ مَنْ نَقَلَ حِسَابَ الدِّيوَانِ من الرومية إلى العربية عام 700م في عهد عبد الملك بن مروان، أصبح سليمان صاحب ديوان الخراج، وكاتب الخليفة بعد سرجون بن منصور. واستمر سليمان في هذا المنصب في عهد الوليد وسليمان وبداية عهد عمر بن عمر العزيز، ثم إلى منصبه مرة أخرى في عهد يزيد بن عبد الملك. وَكَانَ مِنْ نُبَلاءِ الرِّجَالِ.

## سيرته
عاش سليمان في أراضي جند الأردن، وكان عربيًا. وكان والده سعد مسيحيًا. وفقا للمؤرخ مارتن سبرنغلينغ، كان سليمان على دراية جيدة باللغتين العربية واليونانية.
عمل سليمان في الديوان، عندما كان سرجون بن منصور الرومي كاتب الخليفة وصاحب الديوان، وكان ذلك في عهد معاوية حتى عهد مروان بن الحكم. بفضل خبرته ومهارته احتفظ سرجون بمنصبه في معظم في بداية عهد عبد الملك بن مروان أيضًا. لكن عزل عبد الملك سرجون، وعين سليمان كاتبًا بدلا منه. عمل عبد الملك بن مروان خلال عهده على إصلاحات كثيرة بالديوان، فحوّل تحويل سجلات خراج العراق من الفارسية إلى العربية بواسطة صالح بن عبد الرحمن. وأمر سليمان بن سعد بنَقَلَ حِسَابَ دِّيوَانِ أهل الشام من الرومية إلى العربية.
وفي مكافأة لإنجازه، عيّن عبد الملك سليمان على ديوان الجند والخراج، ثم فصل عبد الملك الديوان إلى عدة دواويين، فجعل سليمان بن سعد على ديوان الخراج، وعلى ديوان الرسائل الليث بن أبي رقية وعلى ديوان الخاتم؛ نعيم بن سلامة، والفقيه رجاء بن حيوة. وهو المنصب الذي شغله في عهد الوليد وسليمان أيضًا. حتى عزله الخليفة عمر بن عبد العزيز، ويُروى في ذلك أن عمَرًا قال لِسُلَيْمَانَ بْنِ سَعْدٍ: «بَلَغَنِي أَنَّ فُلانًا عَامِلَنَا زِنْدِيقٌ»، قَالَ: «وَمَا يَضُرُّكَ؟ كَانَ أَبُو النَّبِيِّ صَلَّى اللَّهُ عَلَيْهِ وَسَلَّمَ كَافِرًا، فَمَا ضَرَّهُ ذَلِكَ»، فَغَضِبَ عُمَرُ وَقَالَ: «مَا وَجَدْتَ مَثَلا إِلا ذَا»، فَعَزَلَهُ.
أعاده يزيد بن عبد الملك إلى منصبه، وظل به حتى وفاة يزيد عام 724م، وبعد ذلك لم يعد هناك أي ذكر لسليمان.